# Ґрінч (фільм)
 «Ґрінч» (англ. The Grinch) — анімаційний фільм, створений за мотивами книги Доктора Сьюза «Як Ґрінч украв Різдво», а також ремейк однойменного кінофільму 2000 року.
Світова прем'єра відбулася 9 листопада 2018 року в RealD 3D і деяких IMAX кінотеатрах. Він встиг зібрати понад 329 мільйонів доларів по всьому світі. В Україні вийшов в прокат 20 грудня 2018 року.

## Сюжет
Неподалік від Хтовська (Whoville), в прихованій від сторонніх очей печері зі своїм песиком Максом, живе похмурий зелений Ґрінч (Бенедикт Камбербетч). У Хтовську живуть щасливі люди, а Ґрінч майже завжди похмурий і сумний. Щороку на Різдво люди порушують його спокій все більш яскравими та гучними святкуваннями. Коли вони заявляють, що цього року збираються відзначати свято втричі масштабніше, ніж раніше, Грінч розуміє, що є лише один спосіб повернути бажаний для нього спокій та тишу: воно має вкрасти Різдво. Наближається Різдво. Хтовці (жителі Хтовська) із захватом готуються до свята — прикрашають будинки, готують подарунки один одному. Зелений монстр приймає рішення, що буде вдавати Санта-Клауса напередодні свята і навіть бажає вкрасти візок з оленями. Тим часом, юна Сінді-Лу зі своїми друзями планує застати Санту-Клауса під час його різдвяних візитів, щоб просто подякувати йому.

## Цікаві факти
- Спочатку мультфільм мав вийти 10 листопада 2017 року, але у червні 2016 року вихід перенесли на 9 листопада 2018 року[2].
- Композитор Джон Павелл також писав музику для двох інших картин, знятих за творами Доктора Сьюза: «Хортон» і «Лоракс».

## Анімація
Як і майже всі фільми Illumination, анімація була створена цілковито у Франції фірмою Illumination Mac Guff.

## Творці
Сценарій казки авторства Доктора Сьюзі адаптував Майкл ЛеСьєр — поки ще маловідомий сценарист анімаційних картин.

## У ролях
| Актор               | Роль                 |
| ------------------- | -------------------- |
| Бенедикт Камбербетч | Ґрінч                |
| Кемерон Сілі        | Сінді Лу Хто         |
| Рашида Джонс        | Донна Хто            |
| Кенан Томпсон       | Бріклбаум            |
| Анджела Ленсбері    | мер Макгеркл         |
| Фаррелл Вільямс     | оповідач             |
| Сем Лаваньїно       | Оззі                 |
| Скарлетт Естевес    | Іззі                 |
| Майкл Бітті         | продавець            |
| Білл Фармер         | Сем (водій автобуса) |

## Український дубляж
- Сергій Бабкін — Ґрінч
- Роман Чу́піс[4] — оповідач

## Маркетинг
Перший офіційний трейлер вийшов на YouTube 8 березня 2018 року.

## Сприйняття

### Касові збори
«Ґрінч» зібрав $271,4 мільйона у США та Канаді, і $255,4 мільйона в інших країнах, загалом зібравши по всьому світу $527,8 мільйона при бюджеті виробництва $75 мільйонів. Deadline Hollywood підрахував чистий прибуток фільму як $184,6 мільйона, враховуючи бюджети виробництва, маркетинг, участь талантів та інші витрати; касові збори та доходи від домашніх медіа поставили його на дев'яте місце у їхньому списку "Найцінніших блокбастерів" 2018 року. Це був другий найуспішніший фільм Universal у 2018 році після Світу Юрського періоду 2.
У США та Канаді «Ґрінч» вийшов одночасно з Дівчиною у павутинні та Оверлордом, і прогнозувалося, що він збере $55–65 мільйонів у 4 140 кінотеатрах у перший вікенд. У перший день він зібрав $18,7 мільйона, включаючи $2,2 мільйона з попередніх показів у четвер, що перевищило $1,7 мільйона, зібраних фільмом Illumination Співай у 2016 році. У підсумку він дебютував з $67,6 мільйонами, посівши перше місце в прокаті і перевершивши $55-мільйонний старт фільму 2000 року. У другий вікенд фільм зібрав $38,2 мільйона, посівши друге місце після новачка Фантастичні звірі: Злочини Ґріндельвальда. У третій вікенд фільм зібрав $30,2 мільйона (включаючи $42 мільйони за п'ятиденний період Дня подяки), посівши четверте місце. У четвертий та п'ятий вікенди фільм посів друге місце після Ральф-руйнівник 2: Інтернетрі, зібравши $17,9 мільйона та $15,0 мільйонів відповідно. Це був перший випадок в історії, коли анімаційні фільми посідали перші два місця в прокаті два тижні поспіль.